# 神戶高速線 (神戶電鐵)
神戶高速線（日语：／ Kōbe Kōsoku sen */?）是指自日本兵庫縣神戶市新開地車站出發，至湊川車站的神戶電鐵的鐵路路線。這條路線的所有者是神戶高速鐵道，神戶電鐵僅承擔運輸（列車運行）業務。神戶高速鐵道將這條線路稱為南北線，在2010年9月30日之前也曾以這一名稱營業。神戶高速線通車於1968年4月7日。該路線在實際上是神戶電鐵有馬線的延伸。

## 路線資料
- 管轄（事業類別）：神戶電鐵（第二種鐵道事業者）、神戶高速鐵道（第三種鐵道事業者）
- 路線距離（營業距離）：0.4公里[2]
- 軌距：1067毫米[2]
- 站數：2個（包括起終點站）[2]
- 複線路段：全線
- 電氣化路段：全線電氣化（直流1500V）

神戶高速鐵道作為第三種鐵道事業者保有南北線，神戶電鐵作為第二種鐵道事業者運行列車。

## 歷史
- 1968年（昭和43年）4月7日：新開地至湊川間段開業。神戶電鉄乘入開始。
- 1988年（昭和63年）4月1日：神戶高速鉄鐵第三種鐵路事業營業開始。神戶電鐵南北線全線作為神戶高速線第二種鐵路事業營業開始。
- 1995年（平成7年）1月17日：因阪神淡路大震災被災。同年6月22日復旧。
- 2010年（平成22年）10月1日：神戶電鐵接管設施和車站管理系統的管理發生變化，已委託神戶高速鐵道。

## 車站列表
- 車站編號自2014年4月1日起引入[3]。
- 所有車站都位於兵庫縣神戶市兵庫區。
- 所有列車直通運行至神戶電鐵有馬線。
- 該線內所有列車各站停車。列車類別與湊川以北的停靠站參見「有馬線」。

| 車站編號 | 中文站名 | 日文站名 | 英文站名 | 營業距離 | 接續路線                                                                  |
| -------- | -------- | -------- | -------- | -------- | ------------------------------------------------------------------------- |
| KB01     | 新開地   |          |          | 0.0      | 阪神電氣鐵道、阪急電鐵： 阪神神戶高速線、阪急神戶高速線（HS 36）          |
| KB02     | 湊川     |          |          | 0.4      | 神戶電鐵： 有馬線（直通） 神戶市營地下鐵： 西神·山手線（湊川公園）（S06） |